# Filifolium sibiricum
Filifolium sibiricum és una espècie de planta amb flors perenne dins del gènere Filifolium. es troba al desert d'Ordos a la Xina i l'estepa desèrtica de Mongòlia. Produeix el flavonol axil·larina.